# Göran Andersson (Physiker)

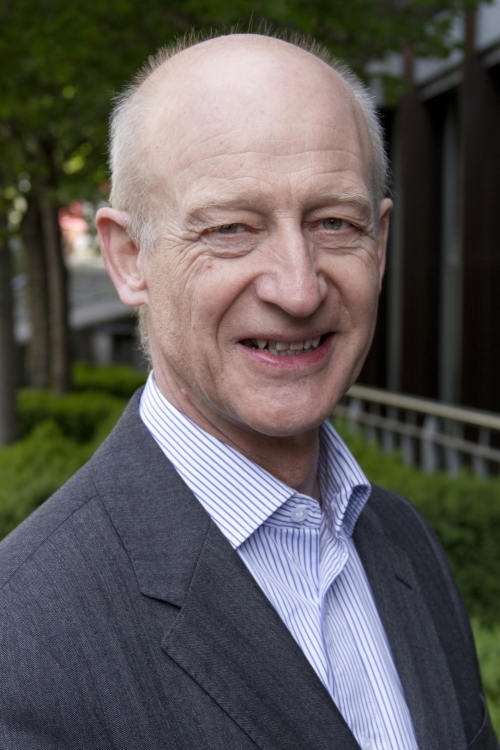
Göran Andersson

C. Göran Andersson (* 7. Juni 1951 in Malmö) ist ein schwedischer Elektrotechniker und Physiker.

## Biografie
Göran Andersson studierte an der Universität Lund in Südschweden und schloss 1975 seinen Master in technischer Physik ab. 1980 promovierte er ebenfalls in Lund in mathematischer Physik.
Zwischen 1980 und 1986 arbeitete er erst als Forschungsingenieur, ab 1985 auch als Gruppenleiter der Fachgruppe für Hochspannungs-Gleichstrom-Übertragung (HGÜ) bei ASEA, jetzt ABB, in Ludvika, Schweden. Dort war er unter anderem an Studien für die HGÜ-Anbindung des Itaipú-Staudamms in Brasilien beteiligt. Von 1986 bis 2000 war er Professor für elektrische Energiesysteme an der Königlich Technischen Hochschule (KTH) in Stockholm. Im Jahr 2000 wechselte Andersson dann an die ETH Zürich.

## Auszeichnungen und Mitgliedschaften
Göran Andersson ist Mitglied der Königlich Schwedischen Akademie der Ingenieurwissenschaften (1992) und der Königlich Schwedischen Akademie der Wissenschaften (1994), Fellow der IEEE (1997), Mitglied der Königlich Physiographischen Gesellschaft in Lund (2010) und der Schweizerischen Akademie der Technischen Wissenschaften (SATW) (2015) und ausländisches Mitglied der National Academy of Engineering (2016).
Im Jahr 2013 wurde er vom schwedischen König in den Orden Karls XIII. aufgenommen, der Freimaurern vorbehalten ist.